# On a Wing and a Prayer
Pour plus de détails, voir Fiche technique et Distribution.
On a Wing and a Prayer est un film américain réalisé par Sean McNamara et sorti en 2023.

## Synopsis
Dans un petit avion, après la mort du pilote, Doug White va devoir tout tenter pour faire atterrir l'appareil dans lequel se trouve sa famille.

## Fiche technique
Sauf indication contraire, les informations mentionnées dans cette section peuvent être confirmées par la base de données cinématographiques IMDb,  présente dans la section « Liens externes ».
- Titre original : On a Wing and a Prayer
- Réalisation : Sean McNamara
- Scénario : Brian Egeston
- Musique : Brandon Roberts
- Direction artistique : Nate Dahlkemper
- Décors : Robb Wilson King
- Costumes : Sekinah Brown
- Photographie : Christian Sebaldt
- Montage : Jeff Canavan
- Production : Autumn Bailey, Roma Downey, Karl Horstmann

Coproducteur : Stephen W. Moore
- Sociétés de production : Metro-Goldwyn-Mayer et Lightworkers Media (en)
- Société de distribution : Amazon Studios (États-Unis)
- Budget : n/a
- Pays de production :  États-Unis
- Langue originale : anglais
- Format : couleur
- Genre : survie, drame biographique
- Durée : 102 minutes
- Dates de sortie[1] :
  - États-Unis : 7 avril 2023 (Prime Video)
  - France : 18 mai 2025 (en vidéo à la demande)
- Classification[2] :
  - États-Unis : PG

## Distribution
- Dennis Quaid : Doug White
- Heather Graham : Terri White
- Jesse Metcalfe : Kari
- Jessi Case : Maggie
- Rocky Myers : Dan

## Production
En janvier 2021, il est annoncé que Dennis Quaid tiendra le rôle principal d'un film produit par Metro-Goldwyn-Mayer et Lightworkers Media (en) et inspiré d'une histoire vraie. En septembre 2021, Heather Graham rejoint le projet. En octobre 2021, c'est au tour de Jesse Metcalfe de rejoindre le projet. Le mois suivant, Jessi Case est annoncée.
Le tournage a lieu dans l'État de Géorgie notamment à Atlanta et Covington